# Thaumatogelis nuani
Thaumatogelis nuani är en stekelart som beskrevs av Schwarz 2001. Thaumatogelis nuani ingår i släktet Thaumatogelis och familjen brokparasitsteklar. Inga underarter finns listade i Catalogue of Life.